# Arsen pentahlorid
Arsen pentahlorid je hemijsko jedinjenje arsena i hlora. Ovo jedinjenje je prvi put pripremljeno 1976. godine putem UV iradijacije arsen trihlorida, AsCl3, u tečnom hloru na −105°C. AsCl5 se razlaže na oko −50°C. Struktura čvrstog materijala je konačno određena 2001. AsCl5 je strukturno sličan sa fosfor pentahloridom, PCl5, jer ima trigonalnu bipiramidalnu strukturu u kojoj su ekvitorijalne veze kraće od aksijalnih veza (As-Cleq = 210.6 pm, 211.9 pm; As-Clax= 220.7 pm).
Pentahloridi elemenata iznad i ispod arsena u grupi 15, fosfor pentahlorid i antimon pentahlorid su znatno stabilniji i nestabilnost AsCl5 izgleda anomalo. Smatra se da je uzrok nepotpuno zaklanjanje nukleusa u elementima nakon prve tranzicione serije (i.e. galijum, germanijum, arsen, selen i brom) što dovodi do stabilizacije njihovih 4s elektrona čineći i manje dostupnim za vezivanje. Ovaj efekat se naziva kontrakcija d-bloka i sličan je kontrakciji f-bloka ili lantanidnoj kontrakciji.